# Bảo tàng Quảng trường chính dưới lòng đất ở Kraków
Bảo tàng Quảng trường chính dưới lòng đất ở Kraków là một chi nhánh của Bảo tàng Lịch sử của Kraków, tọa lạc dưới phần phía đông của Quảng trường chính và có diện tích hơn 6.000 m².

## Lược sử hình thành
Bảo tàng Quảng trường chính dưới lòng đất ở Kraków được xây dựng theo sáng kiến của Cezary Buśko. Andrzej Kadłuczka đảm nhận thiết kế kiến trúc của Bảo tàng. Các công trình dưới lòng đất đầu tiên bắt đầu được khởi công từ giữa năm 2005. Chi phí của toàn bộ khoản đầu tư là gần 38 triệu zloty. Công trình này được Quỹ Phát triển Khu vực Châu Âu tài trợ xây dựng.
Ban đầu, Bảo tàng dự định sẽ mở cửa vào ngày 5 tháng 6 năm 2010, nhưng do chưa hoàn thành các tác phẩm trưng bày nên ngày mở cửa đã bị hoãn lại. Bảo tàng Quảng trường chính dưới lòng đất ở Kraków chính thức khánh thành vào ngày 24 tháng 9 năm 2010.

## Triển lãm
Bảo tàng Quảng trường chính dưới lòng đất ở Kraków có cả triển lãm thường trực và triển lãm tạm thời. Trong đó, nổi bật nhất là cuộc triển lãm thường trực mang tên Theo chân Bản sắc Châu Âu của Kraków được thực hiện 3 ngày sau khi khánh thành Bảo tàng, tức là vào ngày 27 tháng 9 năm 2010. Đây là một chương trình đa phương tiện - một cuộc hành trình ngược thời gian giúp du khách cảm nhận được bầu không khí của Quảng trường chính Kraków vào thời Trung cổ bảy trăm năm trước. Ngoài các cuộc triển lãm thường trực, Bảo tàng còn trưng bày khoảng sáu trăm mô hình có thể được nhìn thấy trong không gian ba chiều với 37 màn hình cảm ứng.